# 三溴化锑
三溴化锑（SbBr3）是锑的一种卤化物，其中锑的氧化态为+3。它可以由金属锑与溴单质反应或三氧化二锑溶于氢溴酸制得。它可以加入到聚合物（例如聚乙烯）中作阻燃剂。 它也用于制备其他锑化合物、化学分析以及染色。
三溴化锑有两种晶型，都属于正交晶系。快速冷却三溴化锑的二硫化碳溶液可得针状晶体α-SbBr3，它不稳定，会缓慢转化成稳定的β晶型。
三溴化锑水解产生三氧化二锑和溴化氢：
2 SbBr3 + 3 H2O → Sb2O3 + 6 HBr